# Chrząstów
Chrząstów est une localité polonaise de la gmina et du powiat de Mielec en voïvodie des Basses-Carpates.